# Port lotniczy Lapraka
Port lotniczy Lapraka – port lotniczy i wojskowa baza lotnicza zlokalizowane w albańskiej miejscowości Lapraka.